# 的山荘
的山荘（てきざんそう）は、大分県速見郡日出町2663にある史跡。
国の重要文化財（主屋・東離れ・北離れ・土蔵・正門）。国の登録記念物（庭園）。おおいた遺産。1915年（大正4年）に成清博愛の別邸として建てられた邸宅である。建物の内部は日出町が事業主体の割烹料理店となっている。名称の「的山」は鉱山を当てるという意味であり、馬上金山の経営者だった成清博愛の雅号に由来する。

## 歴史

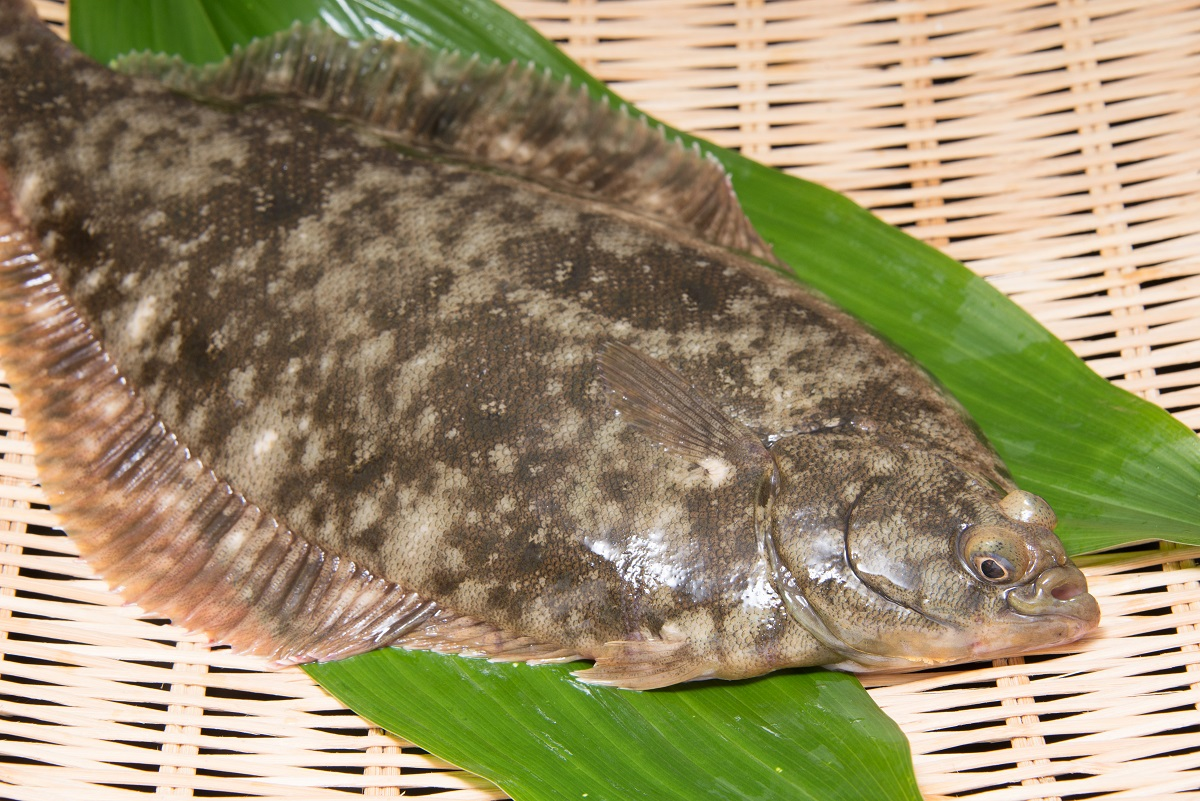
城下かれい

### 別邸の建設
成清博愛（なりきよひろえ）は大分県杵築市山香町にあった馬上金山の経営で財をなした実業家である。馬上金山の積出港は速見郡日出町の日出港であり、成清博愛は1913年（大正2年）に日出城（暘谷城）三の丸の日出藩屋敷跡の約3,670坪を購入した。1914年（大正3年）3月に別邸の建築に着工し、総工費25万円を投じて1915年（大正4年）1月に完成した。

### 料亭の開店
1964年（昭和39年）、成清博愛の孫の成清信輔が別邸内に料亭を開業させ、日出城下の海岸近くで漁獲される城下かれいの名店として知られた。

### 近年の動向
1991年（平成3年）には「的山荘（附日本庭園）」として日出町指定文化財に指定された。
老朽化等によって個人での維持管理が困難となったことから、2010年（平成22年）3月には日出町が建物を購入した。成清家による料亭としての営業は2011年（平成23年）3月に終了し、同年5月11日に日出町の指定管理施設である日本料理専門店が開店した。
2014年（平成26年）には建造物5棟および土地が「旧成清家日出別邸」として国の重要文化財に指定された。2015年（平成27年）には庭園が「旧成清博愛別邸庭園（的山荘庭園）」として国の登録記念物に登録された。

## 建築

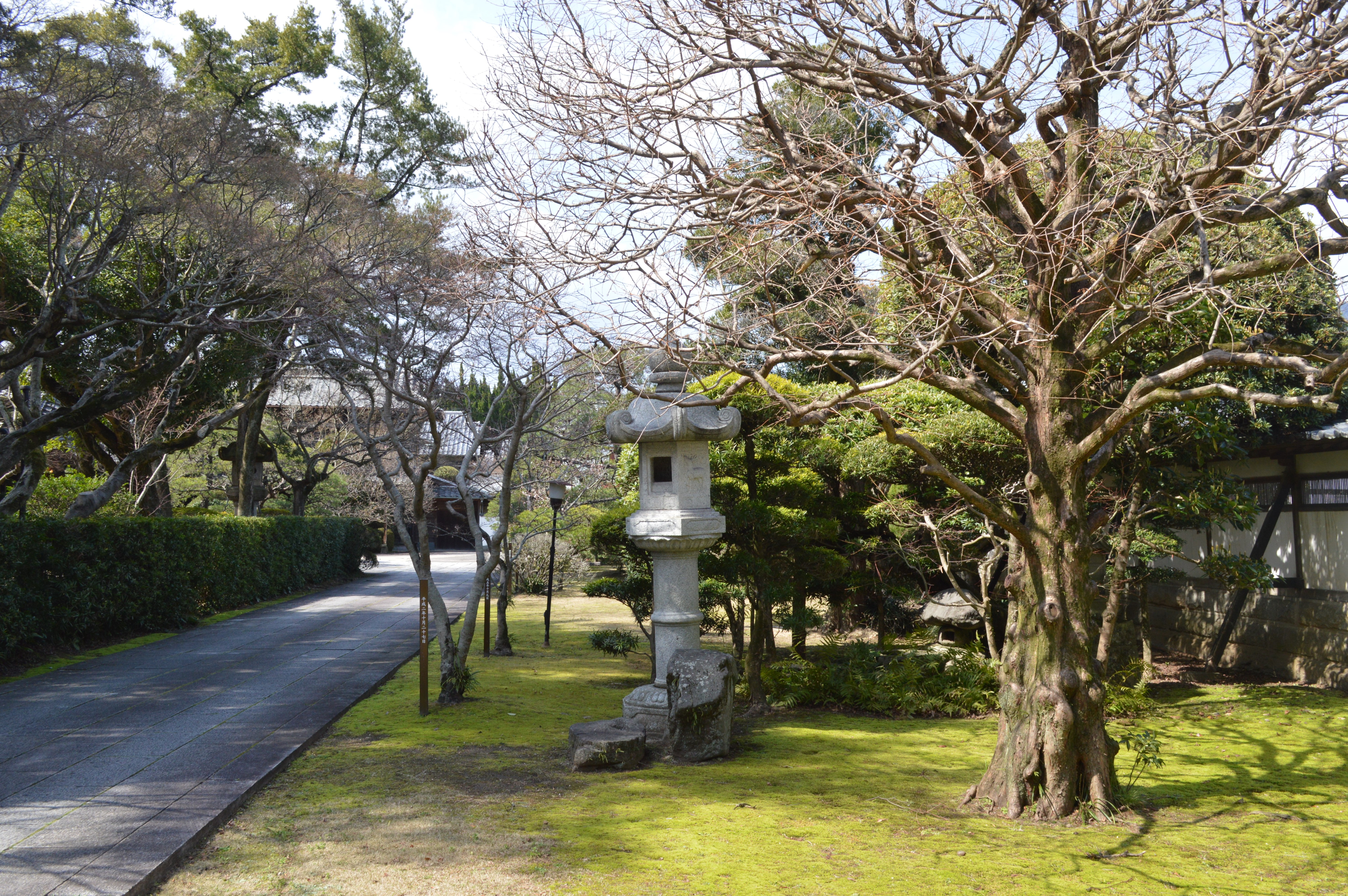
庭園

### 正門
江戸様式の切妻造、桟瓦葺の腕木門。門から日本家屋への通路は、完成当初は砂利道であったが、後に石畳敷とされている。

### 主屋
木造平屋建の近代和風建築で、玄関の式台、座敷の床の間、付書院、棚、各部屋間の欄間等には、江戸時代以来の伝統的な様式･手法を見ることができる。

### 庭園
高崎山を築山に、別府湾を泉水にそれぞれ見立てて借景とした日本庭園である。庭園内には皇族による記念植樹8本もある。2012年（平成24年）4月には花見のために無料で開放された。現在は自由に散策することができる。

## 文化財

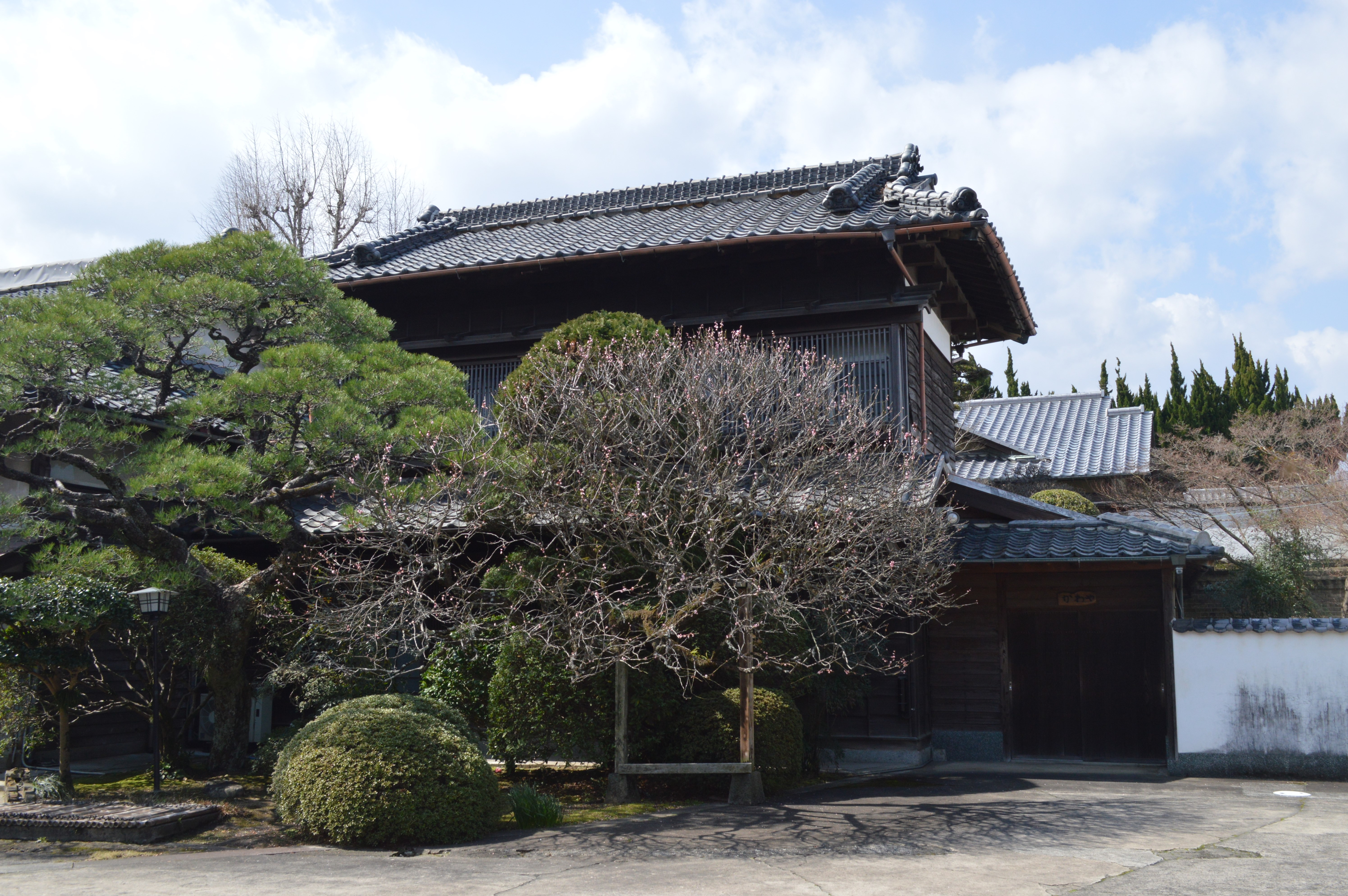
北離れ

### 重要文化財
- 旧成清家日出別邸 5棟[5]
  - 主屋
  - 東離れ
  - 北離れ
  - 土蔵
  - 正門
  - （附指定）板塀2棟
  - 土地 10,870．07平方メートル（区域内の石柱、煉瓦塀、煉瓦倉庫、井戸、石敷、石垣、池、石橋を含む）

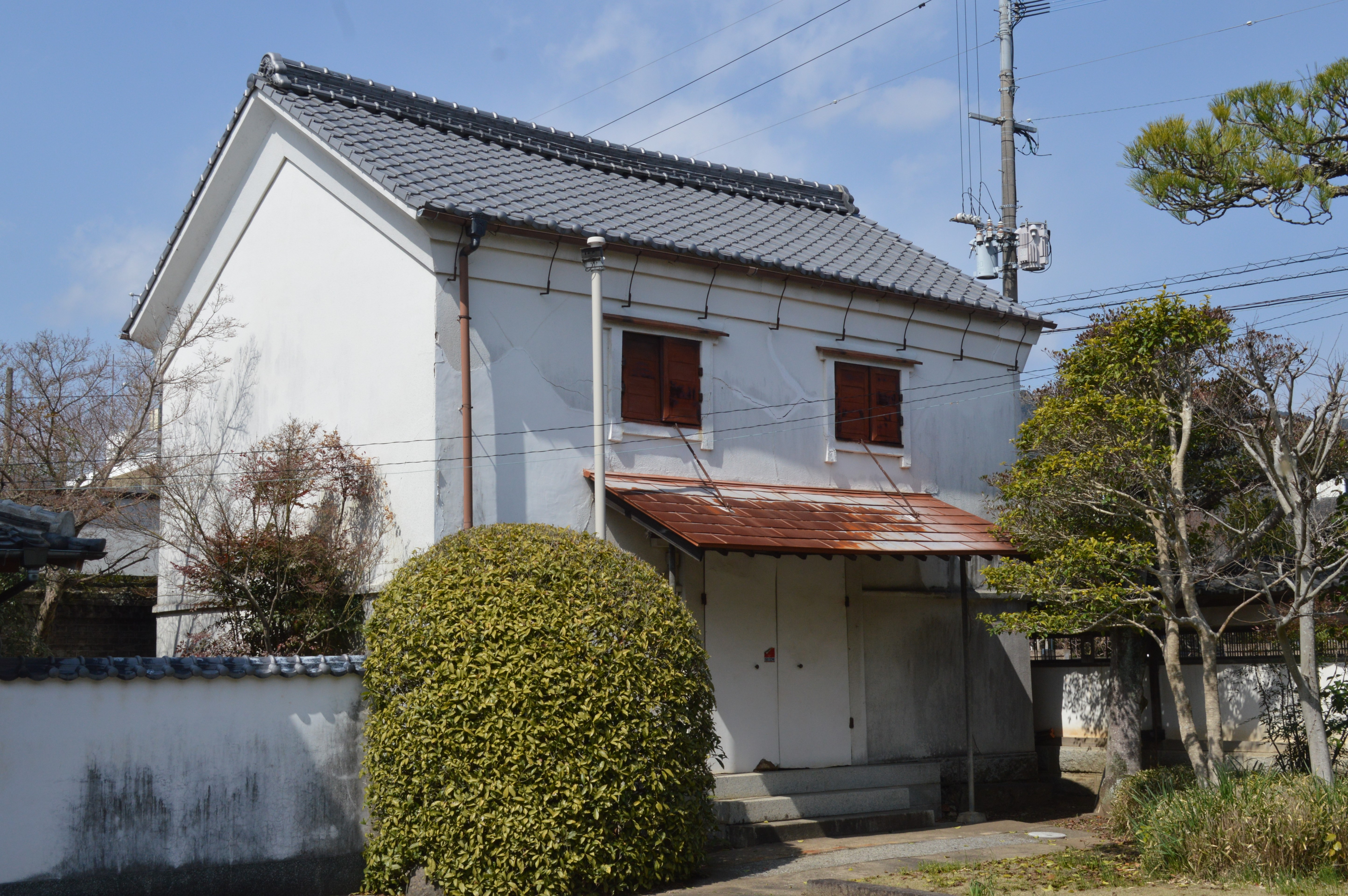
土蔵
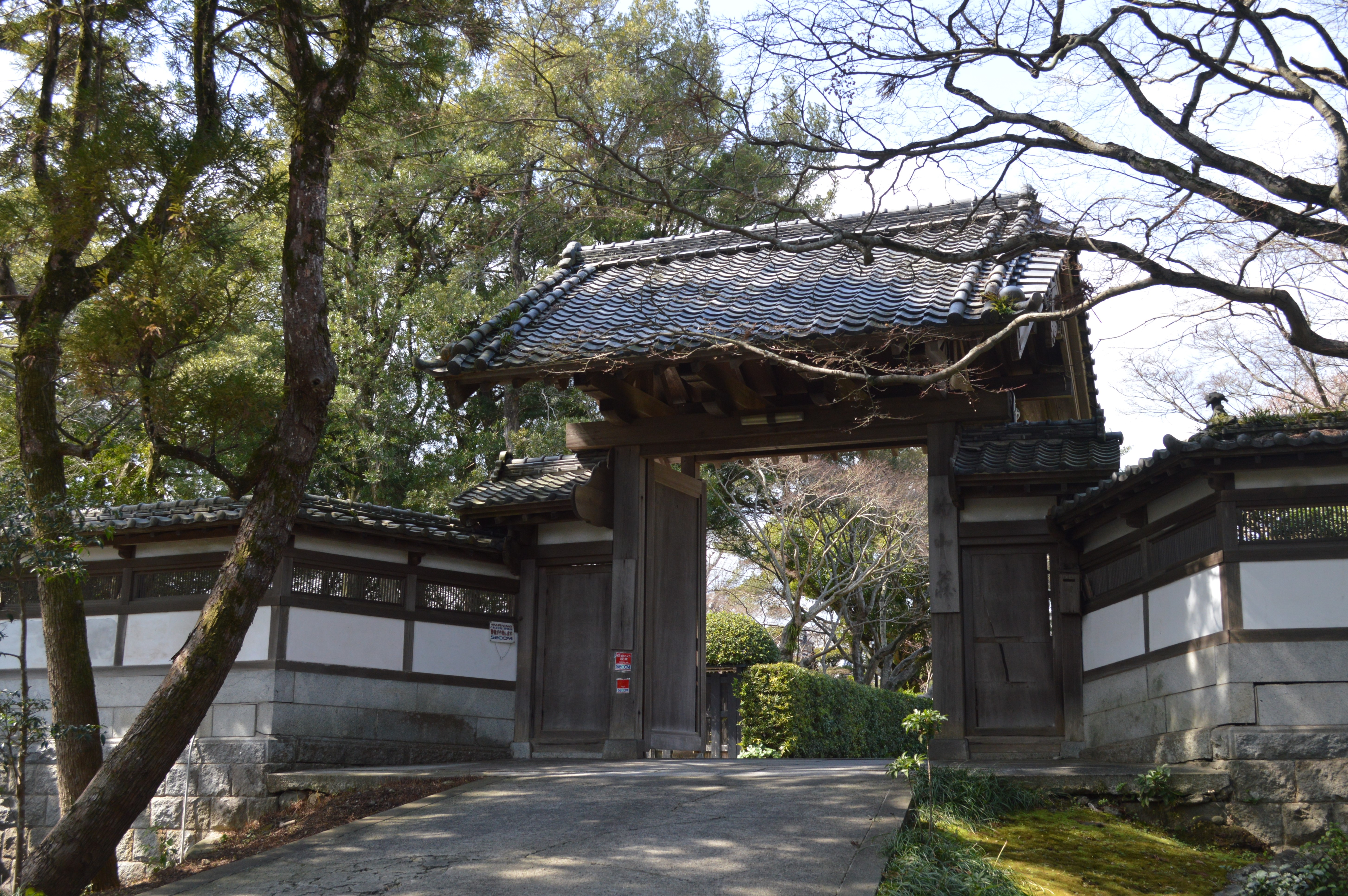
正門

### 登録記念物
- 旧成清博愛別邸庭園（的山荘庭園）